# Wiszenka (rejon mościski)
Wiszenka (ukr. Вишенька) – wieś na Ukrainie, w rejonie jaworowskim (do 2020 roku w rejonie mościskim) obwodu lwowskiego. Wieś liczy 222 mieszkańców.
W XIX w. zasiedlono tutaj kolonistów mennonickich.
W II Rzeczypospolitej do 1934 samodzielna gmina jednostkowa. Następnie należała do zbiorowej wiejskiej gminy Pnikut w powiecie mościskim w woj. lwowskim. W latach 1944–1946 nacjonaliści ukraińscy z OUN - UPA zamordowali tutaj 4 Polaków i 5 Ukraińców. Po wojnie wieś weszła w struktury administracyjne Związku Radzieckiego.
Jak wspomina Kazimierz Sarnecki w pamiętnikach z czasów Jana Sobieskiego, w 1693 roku był w Wiszence król Jan III: "…król jm. jadąc z Jaworowa nocował w Starzyskach, a potem jadł obiad w Wiszence cum universa domo regia."